# Ricky Rubio
Ricard "Ricky" Rubio Vives (* 21. října 1990, El Masnou, Španělsko) je španělský profesionální basketbalista. Hraje na pozici rozehrávače. Se španělskou reprezentací je držitelem stříbrné olympijské medaile z LOH 2008 a dvojnásobným mistrem Evropy. Jako hráč FC Barcelona v roce 2010 zvítězil v Eurolize.
Draftován do NBA byl v roce 2009 týmem Minnesota Timberwolves. Do NBA se rozhodl odejít až v roce 2011. V roce 2017 přestoupil z Minnesoty do klubu Utah Jazz a od roku 2019 hrál za Phoenix Suns. V roce 2021 přestoupil do Clevelandu Cavaliers.
Na mistrovství světa v basketbalu mužů 2019 získal se španělským týmem titul a byl vyhlášen nejužitečnějším hráčem turnaje.